# ジョージ・オプダイク
ジョージ・オプダイク（George Opdyke、1805年 - 1880年6月12日）はアメリカの商人、政治家。

## 生い立ち
ハンタードン郡Kingwood Township (ニュージャージー州)で生まれた。1820年代にはクリーブランドやニューオーリンズに住んでいた。

## 経歴

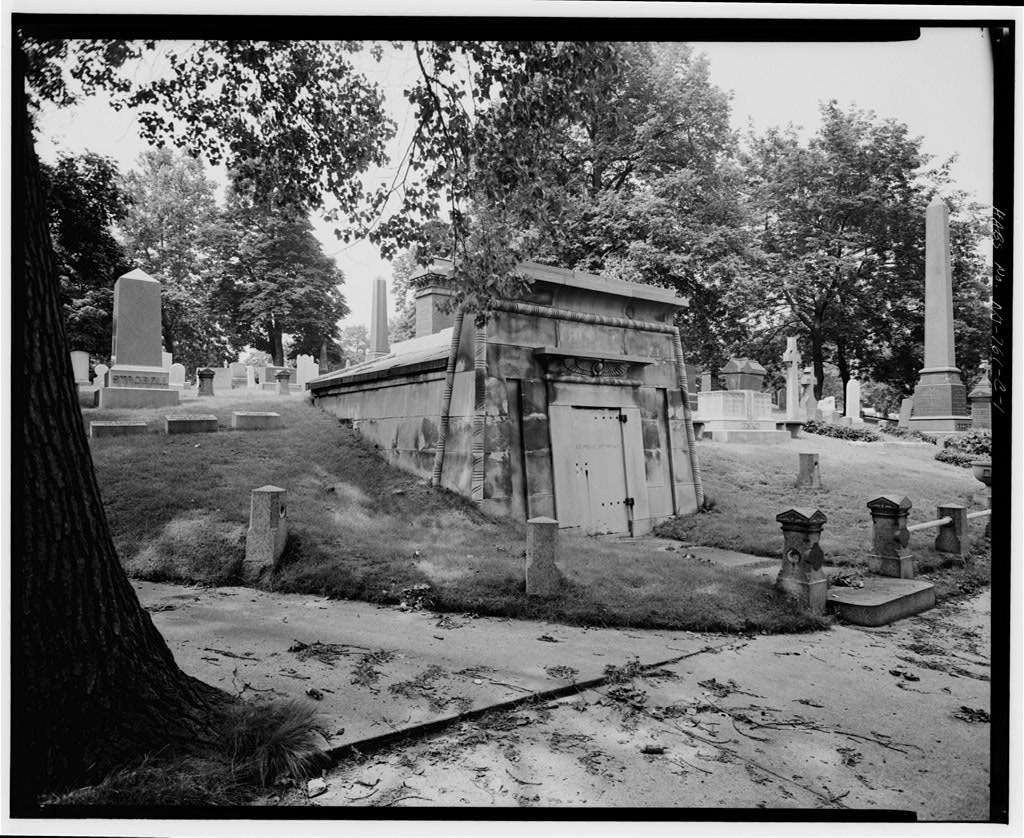
オプダイクの墓

共和党に入党し、反奴隷制の立場を取った。1848年にバッファロー自由土地党大会代表、決議委員を務めた。同党ニュージャージー州選出のアメリカ合衆国議会候補者でもあった。 
1859年にニューヨーク州議会議員(New York Co., 14th D.)を務め、1860年共和党全国大会ではエイブラハム・リンカーンの指名で役割を果たした。
ニューヨーク市長として、南北戦争の為の軍隊を募集し、1663年にニューヨーク徴兵暴動が発生した。地域で最大の衣料品の製造販売会社の経営者であった。
1880年にニューヨークで死亡し、ニュージャージー州ニューアークのマウント・プレザント墓地に埋葬された。